# 黑潮號列車

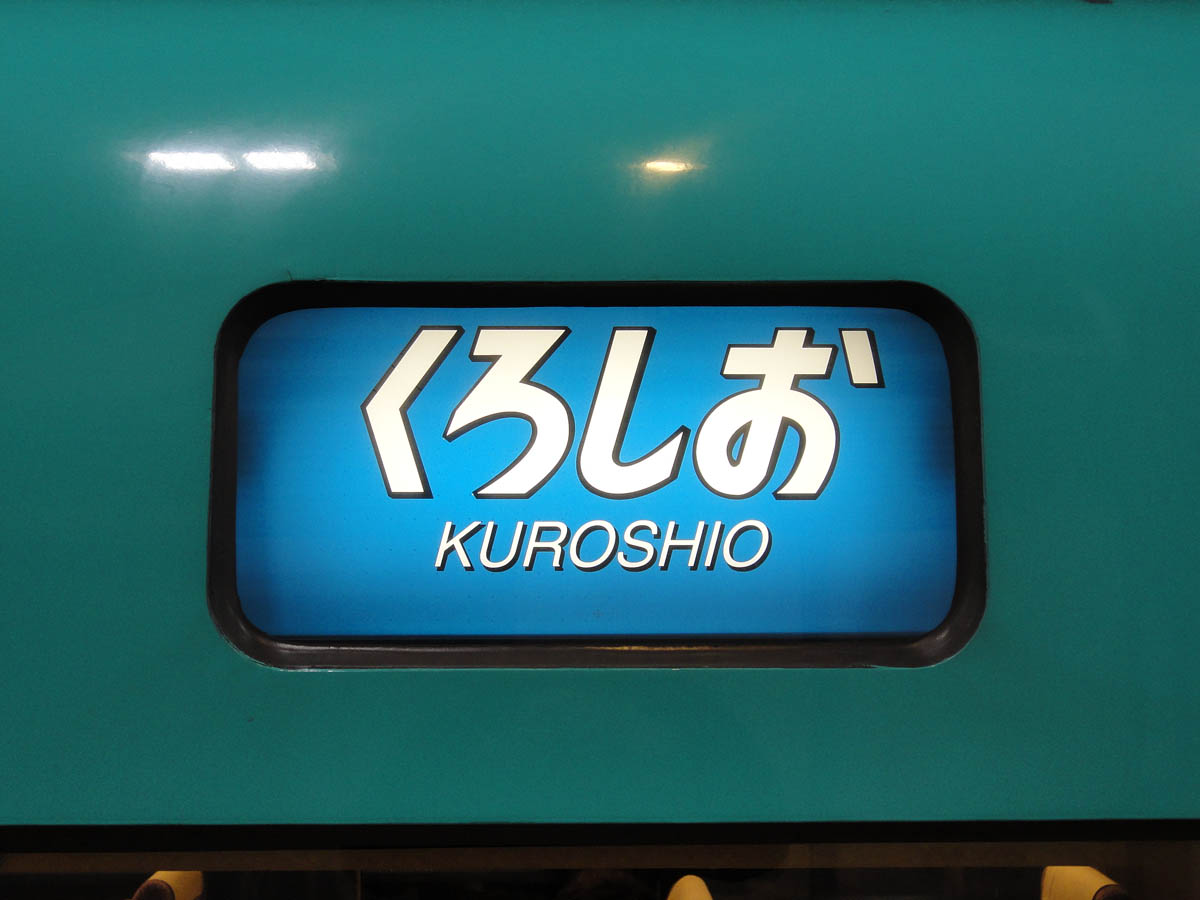
「黑潮」的種別幕（283系）

黑潮（日语： Kuroshio */?）為西日本旅客鐵道（JR西日本）經營，自京都站、新大阪站、天王寺站～和歌山站、紀伊田邊站、白濱站、新宮站間經由東海道本線（JR京都線）、大阪環狀線、阪和線、紀勢本線（きのくに線）運行的特急。
原本是配合白濱温泉與沿線觀光地的觀光特急，近年來逐漸轉為通勤特急。
本條目亦記述下述列車，與過去運行的特別急行列車超級黑潮（スーパーくろしお Super Kuroshio）、海洋飛箭（オーシャンアロー、Ocean Arrow）紀勢（きのくに）。

## 運行概要

### 使用車輛
- 283系「海洋飛箭列車」
- 287系
- 289系

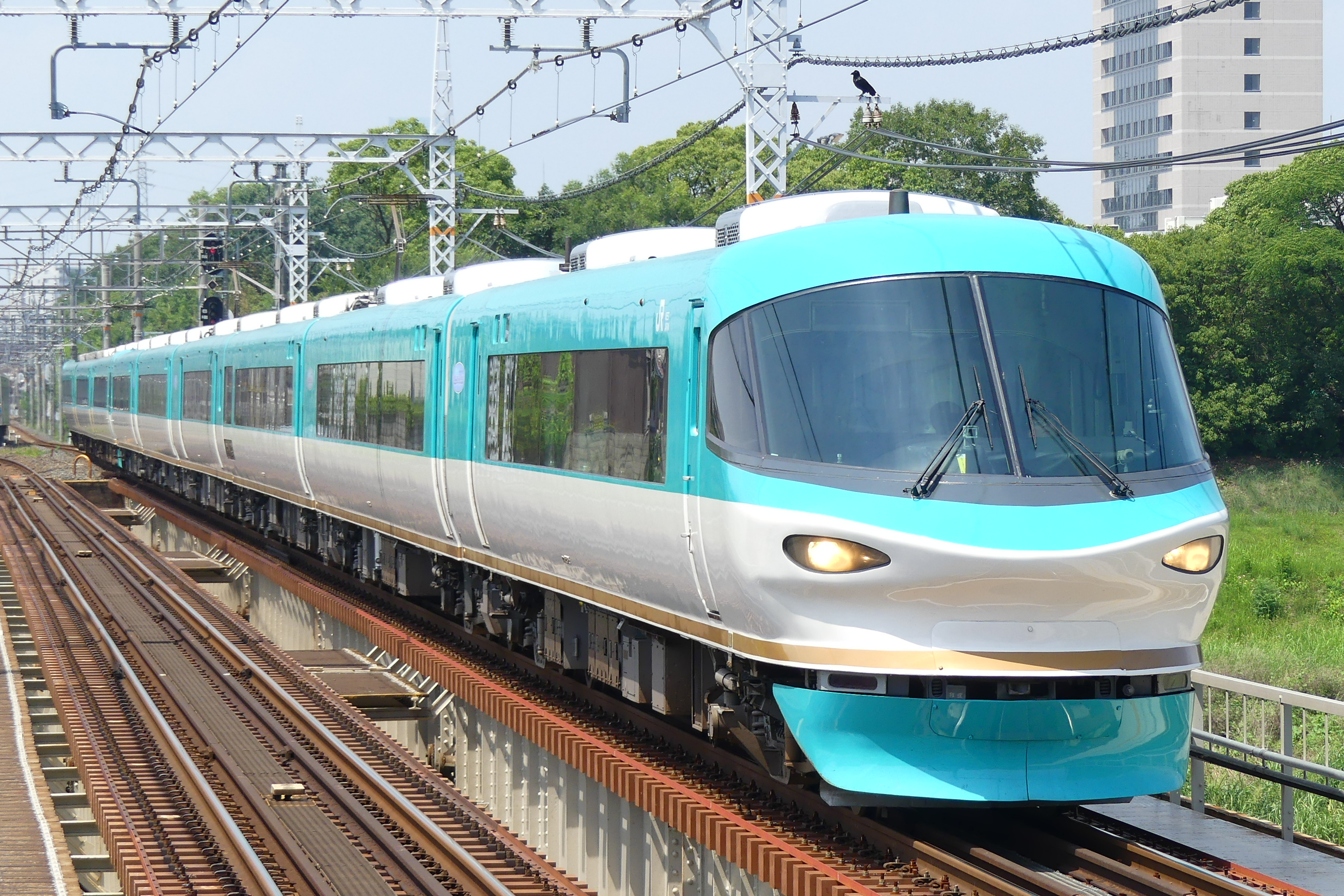
283系電車 （海洋飛箭車輛）
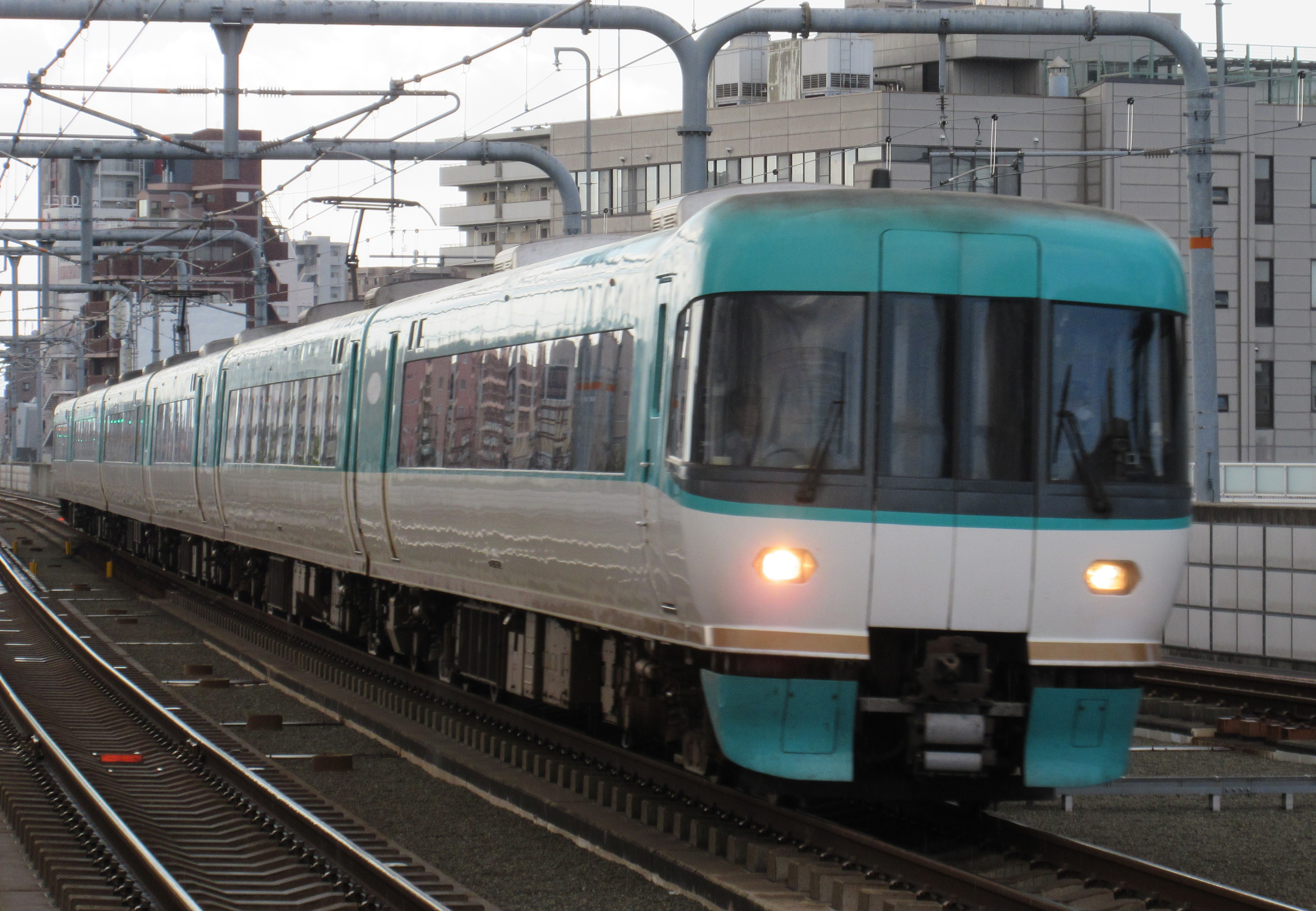
283系（貫通部）
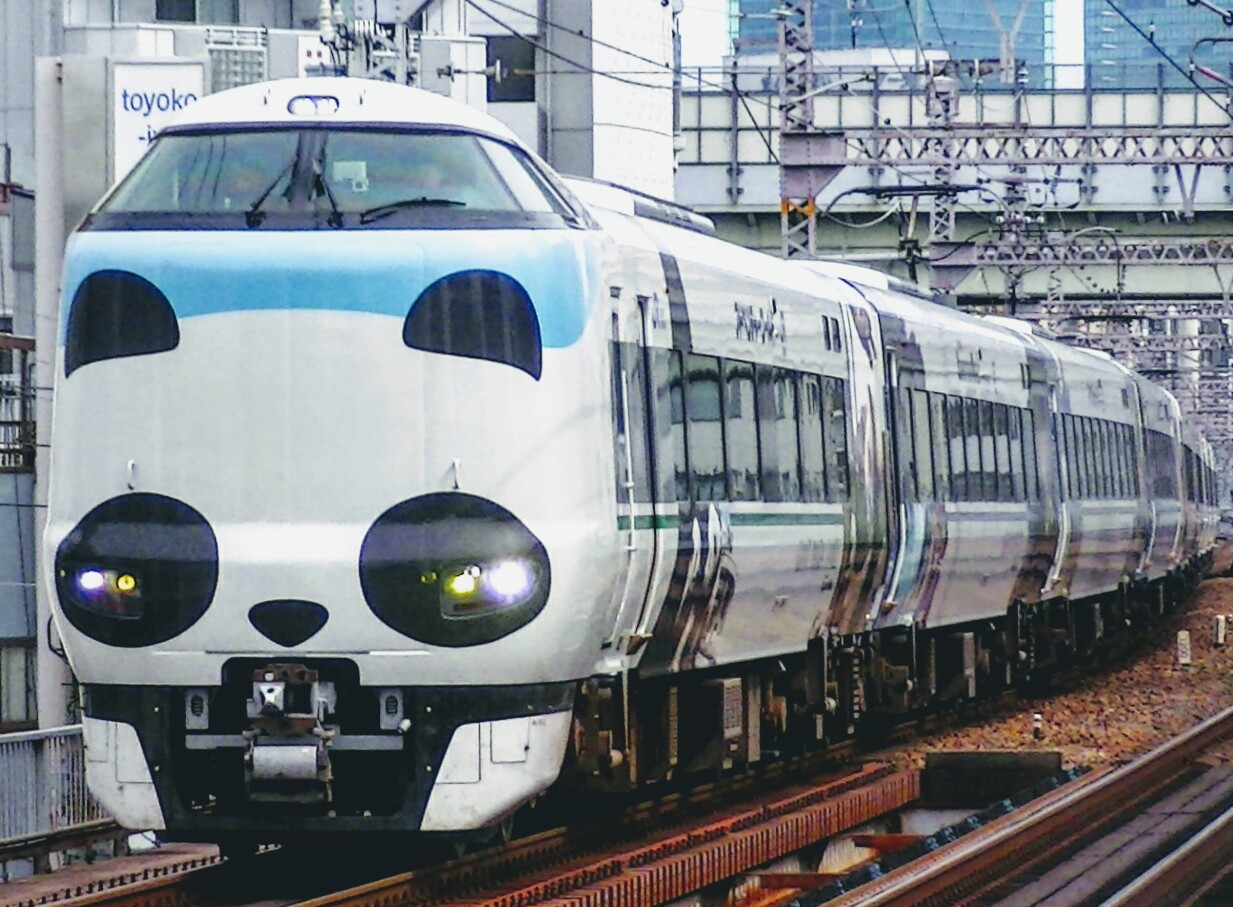
287系 熊貓黑潮車輛

### 過去使用車輛
- 485系(1985-1986)

1985年增發用車，由九州，仙台及金澤收集車卡，並將一部分原有中間車先頭化後，重組成共11列4節編組列車。行走黑潮號天王寺至白濱時重聯成8節編組行走，白濱至新宮以4節編組行走，後於1986年被原屬八雲號的381系取代。
- 381系(1978-2015)

1978年投入於黑潮號，2015年10月被289系取代而退役。

### 停車站
＜京都站＞ - 新大阪站 - 大阪站 - 天王寺站 -（和泉府中站) - 日根野站 - (和泉砂川站） - 和歌山站 - 海南站 - (箕島站 - 藤並站 - 湯淺站） - 御坊站 -（南部站） - 紀伊田邊站 - 白濱站 - 周参見站 - 串本站 -古座站 - 太地站 - 紀伊勝浦站 - 新宮站
- （）內的站為一部份列車停車
- ＜＞內的京都站為一部份列車的始發・終著站(僅287系)
- 2023年3月18日前西九条站為日本環球影城開場時間才停車（早晨上行與傍晚以後的下行）。現在因大阪站地下月台啟用而全面取消停車安排。

### 編成
■欄＝綠色車　　■欄＝女性專用車　　白欄＝普通車　　自＝自由座位　　指＝對號座位　　P＝展望車　　×＝禁煙席

#### 過去編成
381系綠色車廂向前面駕駛室編成
| 新宮～京都、新大阪 |       |       |       |       |     |       |
| 1 P指×             | 2 自× | 3 自× | 4 指× | 5 指× | 指× | 6 指× |

| 白濱～京都、新大阪 |       |       |
| 7 指×              | 8 指× | 9 指× |

- 白濱～新大阪間不進行列車分割、併結

381系
| ←新宮、白濱 |       |       |       |       |     |       |       |       |       |               |               |               |
| 1 指×       | 2 自× | 3 自× | 4 指× | 5 指× | 指× | 6 指× | 7 指× | 8 指× | 9 指× | 新大阪、京都→ | 新大阪、京都→ | 新大阪、京都→ |